# Trianguł (liturgia wigilii paschalnej)

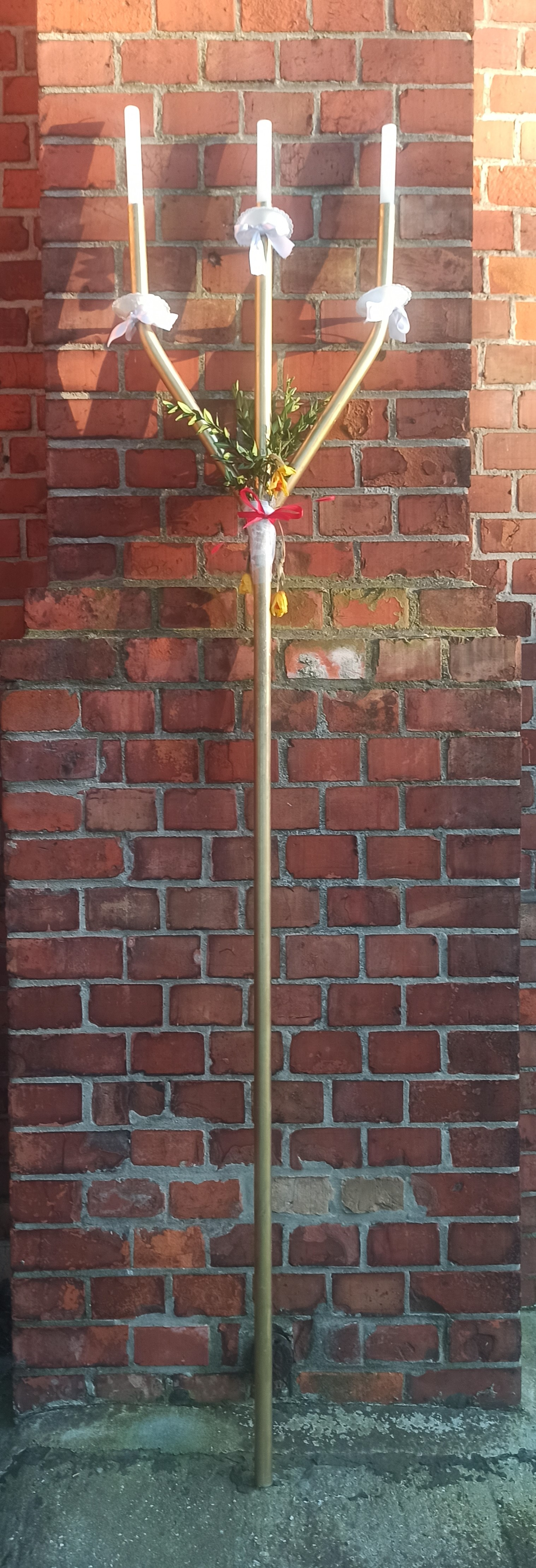
Współczesny trianguł

Trianguł, także arundo (łac. arundo – trzcina), tricereo – przyrząd liturgiczny klasycznego rytu rzymskiego sprzed reform liturgicznych Piusa XII, używany w czasie wigilii paschalnej. Są to trzy świece, umieszczone na długiej tyczce, które zapala się od poświęconego ognia, wnosi do kościoła i od nich zapala paschał.  
Wnosząc trianguł, ubrany w białą dalmatykę diakon zapala poszczególne świece (symbolizujące Trójcę Świętą), odśpiewując za każdym razem coraz wyższym głosem lumen Christi (tj. „światło Chrystusa”), na co odpowiada się Deo gratias. Trianguł modelowo nie jest gotowym, zaprojektowanym przyrządem liturgicznym, a powinien być sporządzony przez przytwierdzenie świec do drzewca (najlepiej łączących się ze sobą woskiem u podstawy), częstokroć używa się jednak także triangułów specjalnie w tym celu skonstruowanych. 
W wersjach mszałów rytu rzymskiego późniejszych niż 1955 (w tym w formie posoborowej) paschał zapala się bezpośrednio od poświęconego ognia – trianguł nie występuje.